# Tersmeden (äpple)

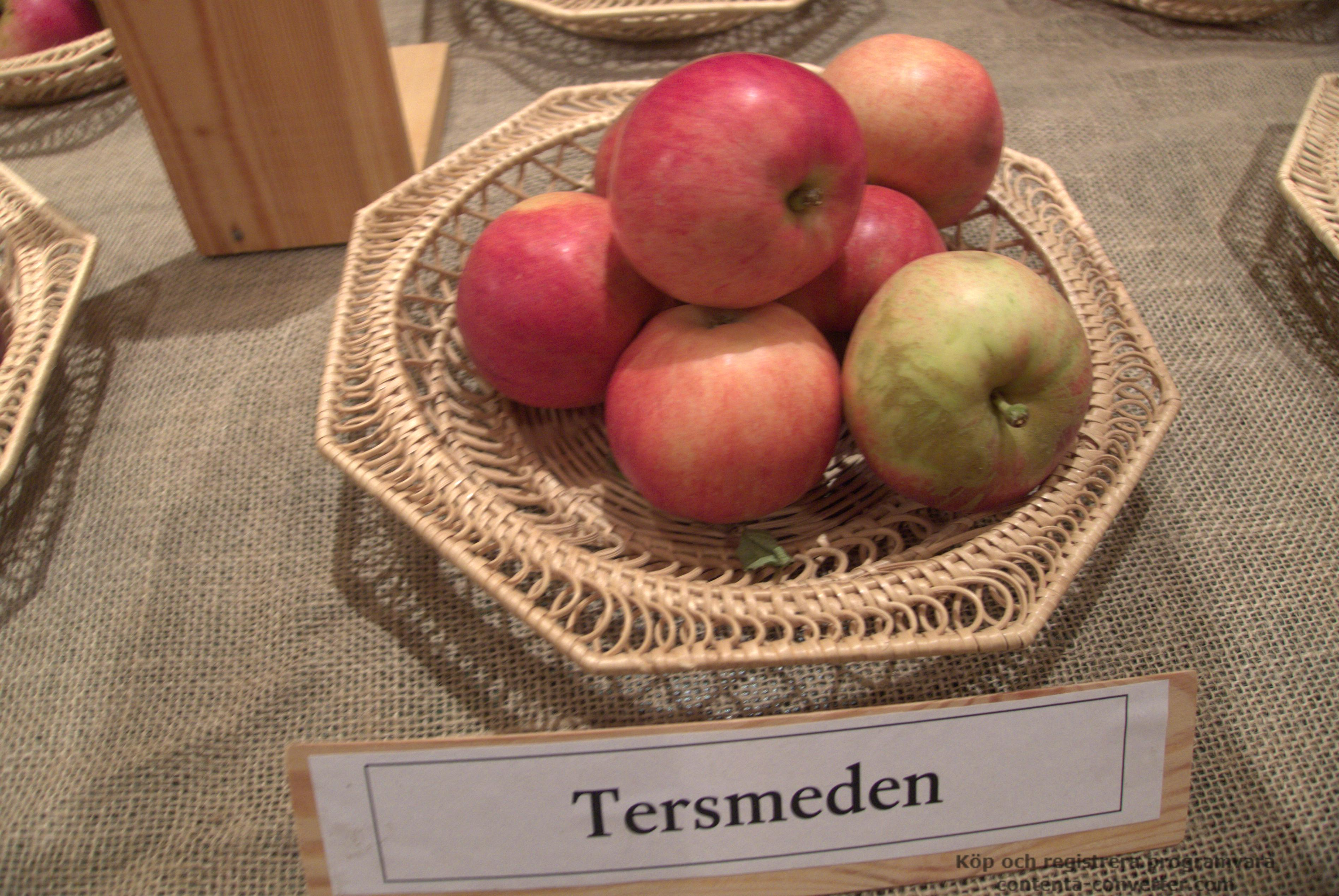
Tersmedenäpplen.

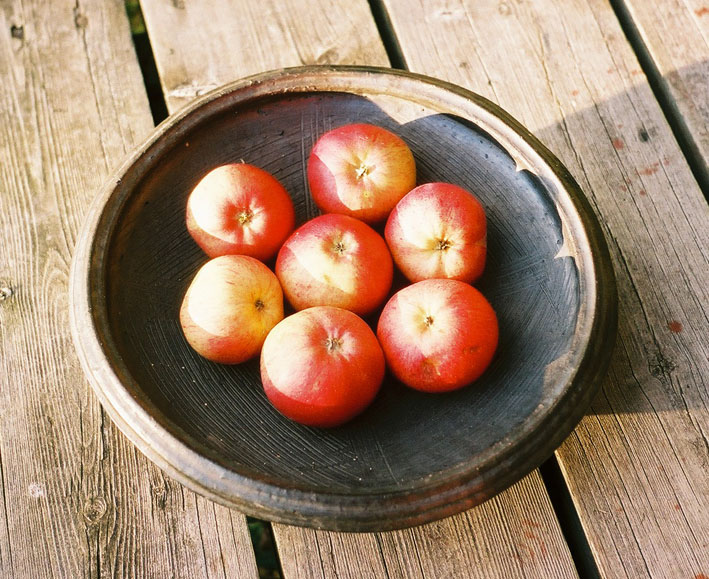
En skål Tersmedenäpplen.

Tersmeden, svensk äppelsort, troligen från Björkvik på Värmdön, fast den också har påträffats på spridda platser i Uppland och Södermanland. Sorten har namn efter en bruksägaren Fredrik Tersmeden (1854-1904) på Hessle, vilken funnit den på sina ägor på Värmdö och första gången omnämnde den i en artikel i Pomologiska föreningens årsskrift år 1901. Först 1980 fick sorten dock en utförligare beskrivning genom Anton Nilsson.
Tersmedenäpplena är gulvita med rödstrimmig täckfärg och har något löst, smakrikt fruktkött. Träden bär endast frukt vartannat år, och äpplena är mogna i slutet av oktober.